# جيم بيتس (لاعب كرة قدم أمريكية)
جيم بيتس (بالإنجليزية: Jim Bates)‏ هو لاعب كرة قدم أمريكية أمريكي، ولد في 31 مايو 1946 في بونتياك في الولايات المتحدة.